# Jezioro Wałdowskie Wielkie
Jezioro Wałdowskie Wielkie (kaszb. Jezoro Wałdowsczé Wiôldżé, niem. Großer Dorfsee) – przepływowe jezioro wytopiskowe w centralnej części Pojezierza Bytowskiego, w powiecie bytowskim, w gminie Miastko.
Powierzchnia jeziora wynosi 12,1 ha